# Shattered
Ne doit pas être confondu avec Shattered  (film, 2022).
Shattered ou Instable au Québec, est une série télévisée canadienne contenant treize épisodes de 42 minutes créée par Rick Drew et diffusée entre le 1er septembre 2010 et le 4 février 2011 sur le réseau Global et Showcase.
En France, la série a été diffusée à partir du 15 novembre 2010 sur 13e rue et au Québec à partir du 31 mars 2015 sur Séries+.

## Synopsis
Ben Sullivan est un détective de police qui souffre de trouble dissociatif de l'identité, aussi connu comme « trouble de personnalité multiple ». En plus d'enquêter, il mène en parallèle d'autres activités. Une nouvelle partenaire, Amy Lynch, lui est désignée, dès le début de la série. Il doit aussi lutter contre sa maladie, étant conscient que toute excitation peut provoquer, chez lui, un changement, inconscient, d'attitude et de personnalité. Sa maladie est inconnue de son entourage, à l'exception d'Ella, son épouse. Si l'état de santé de Ben devait être découvert par ses collègues, ce serait la fin de sa carrière.

## Distribution

### Acteurs principaux
- Callum Keith Rennie (VF : Patrick Mancini) : Ben Sullivan
- Camille Sullivan (VF : Sybille Tureau) : Amy Lynch
- Karen LeBlanc (VF : Brigitte Berges) : Sergeant Pam « TC » Garrett
- Clé Bennett (VF : Emmanuel Gradi) : John « Hall » Holland
- Martin Cummins (VF : Pascal Casanova) : Terry Rhodes
- Brian Markinson (VF : Serge Biavan) : Dr Ryan Disilvio

### Acteurs récurrents et invités
- Nimet Kanji (VF : Guylène Ouvrard) : Vina Chatterji (12 épisodes)
- Ty Olsson (VF : Gérard Sergue) : Directeur Kevin Whitehill (10 épisodes)
- Michael Eklund (VF : Thomas Roditi) : Nick Ducet (7 épisodes)
- Molly Parker (VF : Ninou Fratellini) : Ella Sullivan (6 épisodes)

 Source et légende : version française (VF) sur RS Doublage et Doublage Séries Database

## Épisodes
1. Les Péchés du père (The Sins of the Father), Réalisé par Kari Skogland et scénarisé par Frank Borg
2. Harry a une femme (Harry has a Wife?), Réalisé par Stephen Surjik et scénarisé par David Schmidt
3. La Loi du plus faible (Sound of a Strap)
4. Des liens gênants (Tears Bring Harry)
5. Un monde meilleur (Don't Wanna Die)
6. Poupées mortelles (She Had You Fooled)
7. Entre deux feux (Where's the Line)
8. Coups de grâce (Everyone's a Hostage to Someone)
9. Au cœur des ténèbres (In the Dark)
10. Comme une clé sous serrure (Key with No Lock)
11. Kidnapping (Finding the Boy)
12. Souvenirs perdus (Stairways to Perceptions)
13. La Fin du malheur (Out of Sorrow), Réalisé par Helen Shaver et scénarisé par Shernold Edwards

## Réception
La série a reçu des cotes d'écoute très basses. Le pilote a été regardé par 428 000 téléspectateurs, et les épisodes suivants, diffusés dans le désordre et créant de la confusion à la continuité des histoires et des personnages, ont attiré que 346 000 téléspectateurs en moyenne. La série a été retirée de l'horaire après dix épisodes, et les trois épisodes manquants ont été diffusés uniquement sur Showcase.
La série a aussi été diffusée à l'international dont Universal Channel UK au Royaume-Uni et sur 13e rue (propriété de Universal) en France, où elle a également reçu des cotes d'écoute décevantes.

## Récompenses
- Prix Gemini 2011 : Callum Keith Rennie Meilleure performance d'acteur dans une série dramatique